# التسمم الخلوي المعتمد على الأضداد

التسمم الخلوي المعتمد على الأضداد

التسمم الخلوي المعتمد على الأضداد ويشار إليه أيضًا باسم التسمم الخلوي المتواسط بالخلايا المعتمد على الأضداد، هو آلية دفاع مناعية خلوية تقوم من خلالها الخلايا المستفعلة في الجهاز المناعي بحل الخلايا المستهدفة التي تحمل مستضدات سطحية مرتبطة بأجسام مضادة معينة. يعتبر ذلك إحدى الآليات التي تعمل الأجسام المضادة من خلالها على الحد من العدوى واحتوائها -باعتبارها جزءًا من الاستجابة المناعية الخلطية.
لا ترتبط هذه الآلية بعمل جملة المتممة المناعية التي تحل الأهداف دون الحاجة لأي خلية أخرى. يتطلب التسمم الخلوي المعتمد على الأضداد وجود خلايا مستفعلة؛ إذ تستخدم هذه الآلية عمومًا الخلايا القاتلة الطبيعية التي تتفاعل عادةً مع الغلوبيولينات المناعية ج. ومع ذلك، تستطيع الخلايا البلعمية الكبيرة والعدلات والحمضات التوسط في التسمم الخلوي المعتمد على الأضداد أيضًا. وكمثال على ذلك، تقتل الحمضات بعض الديدان الطفيلية باستخدام الغلوبيولينات المناعية هـ.
يوصف التسمم الخلوي المعتمد على الأضداد عادةً على أنه الاستجابة المناعية للخلايا المغلفة بالأجسام المضادة التي تؤدي في النهاية إلى انحلال الخلية المصابة أو غير المضيفة. اهتمت الأدبيات الحديثة بشكل متزايد بهذه الآلية خاصةً في المواضع المتعلقة بعلاج الخلايا السرطانية وبالبحث الموسع في مساراتها المعقدة.

## الخلايا القاتلة الطبيعية
يعمل التسمم الخلوي المعتمد على الأضداد النموذجي على تنشيط الخلايا القاتلة الطبيعية بواسطة الأجسام المضادة وفق آلية تحكم مناعي متعددة المستويات. تحمل الخلايا القاتلة الطبيعية مستقبلات Fcγ. تتعرف هذه المستقبلات على الجزء الموافق من الجسم المضاد وترتبط به كارتباط الغلوبيولينات المناعية ج بسطح الخلية المستهدفة المصابة. يشيع وجود مستقبلات CD16 أو FcγRIII على سطح خلية القاتلة الطبيعية. بمجرد ارتباط المستقبل Fc بالمنطقة Fc من الجسم المضاد، تطلق الخلية القاتلة الطبيعية عوامل سامة تسبب موت الخلية المستهدفة.
قد يعبر غشاء الخلية المصابة عن بعض البروتينات الفيروسية أثناء تكاثر الفيروس داخلها، وهذا يسمح بارتباط بعض الأجسام المضادة بتلك البروتينات الفيروسية. وهنا يأتي دور الخلايا القاتلة الطبيعية التي سترتبط بالجسم المضاد عبر مستقبلات Fcγ الموافقة له. يحث هذا الارتباط الخلايا القاتلة الطبيعية على إطلاق غرانزيمات (كالبيرفورين والبروتياز) تحل الخلية المصابة وتعرقل انتشار الفيروس.

## الحمضات
لا تستطيع الخلايا البلعمية ابتلاع وقتل بعض الطفيليات الكبيرة -كالديدان الطفيلية مثلًا- بسبب كبر حجمها. تملك هذه الطفيليات أيضًا بنية خارجية مقاومة للمواد التي تطلقها العدلات والخلايا البلعمية الكبيرة. سيتعرف مستقبلFc (FcɛRI) الذي تحمله الخلايا الحمضية على الغلوبيولينات المناعية هـ بعد تغطيتها لتلك الطفيليات. يؤدي التفاعل بين مستقبلات FcεRI والغلوبيولينات المناعية هـ المرتبطة بالديدان الطفيلية (المنطقة Fc) إلى زوال تحبب الحمضات وانطلاق العوامل السامة.

## الاستخدامات الطبية
تشارك الخلايا القاتلة الطبيعية في القضاء على الخلايا السرطانية والخلايا الأخرى التي لا تحمل MHC I على سطحها، فهذا يشير إلى أنها خلايا غريبة (غير ذاتية). لاحظ الباحثون أن الخلايا القاتلة الطبيعية تتصرف بشكل مشابه لخلايا الذاكرة؛ فهي لا تهاجم الخلايا غير المضيفة إلا بعد التفاعل مع الخلايا المضيفة. يستخدم التسمم الخلوي المعتمد على الأضداد الخلايا القاتلة الطبيعية في معظم الأوقات لأنها غير خاصة بمسارات مناعية معينة ولكونها آلية تدمير خلوي أقل نوعية من آليات الموت الخلوي المبرمج نوعي الأضداد. ما يزال عمل الخلايا القاتلة الطبيعية المفعلة خارج الجسم موضع اهتمام الباحثين في مجال علاج الأورام. حققت الدراسات الحديثة نجاحًا في تنظيم الأورام النقيلية عبر تنشيط الخلايا القاتلة الطبيعية باستخدام بروتينات الإنترلوكين، وذلك بعد النتائج السيئة والآثار الجانبية شديدة السمية للتجارب السريرية الأولى التي اعتمدت على السيتوكينات لتنشيطها.